# Ретский язык
Ре́тский язы́к — язык ретов — древнего населения области (затем римской провинции) Реция (Raetia) в Восточных Альпах в V—I веках до н. э., к северо-западу от ареала носителей венетского языка. Засвидетельствован многочисленными, но очень краткими надписями, выполненными одним из северноэтрусских алфавитов. В надписях отмечается наличие слов и грамматических особенностей, возможно свидетельствующих о родстве с этрусским языком.
Вероятно, ближайшим родственником ретского был исчезнувший камунский язык (Страбон считал камунов народом, родственным ретам).
Носители ретского языка были ассимилированы римлянами (на юге) и германцами (на севере) не позднее III века н. э. Возможно, от ретского алфавита происходят германские руны.